# 江口文雄
江口 文雄（えぐち ふみお、1900年（明治33年）2月 - 1970年（昭和45年）1月26日）は、昭和時代の政治家、実業家。貴族院多額納税者議員。

## 経歴
佐賀県出身。1925年（大正14年）西南学院高等学部（現西南学院大学）商科を卒業する。商業を営む傍ら、武雄町会議員などを歴任した。
1946年（昭和21年）佐賀県多額納税者として貴族院議員に互選され、同年6月28日から1947年（昭和22年）5月2日の貴族院廃止まで在任した。在任中は研究会に所属した。